# Black Entertainment Television
Pour les articles homonymes, voir BET.
Black Entertainment Television (BET, faisant partie de BET Networks) est une chaîne de télévision américaine spécialisée basée à Washington, s'adressant prioritairement à un public afro-américain.

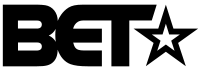
Ancien logo

## Histoire
BET a été créé en janvier 1980 par Robert L. Johnson, en tant que bloc de 2 heures par semaine diffusé sur Madison Square Garden Sports Network. Elle devient une chaîne télé le 1er juillet 1983, mais devait partager une position sur le câble dans certains marchés.
En 2005, BET Networks est racheté par le groupe Viacom. Debra Lee en est devenue la présidente. Cette chaine devenue mythique, diffusait initialement des clips en avant-première. Par la suite, elle a mieux ciblé sa programmation avec des émissions mettant en vedette des Afro-Américains.

## Programmation

### Séries originales
- Black Panther (animation, 2010)
- The Game (2011–2015) (2006–2009 sur The CW)
- Let's Stay Together (2011–2014)
- Reed Between the Lines (2011–2013)
- Real Husbands of Hollywood (2013–2016)
- Second Generation Wayans[1] (2013)
- Being Mary Jane (2013–2019)
- Zoe Ever After (en)[2] (2016)
- The New Edition Story[3] (mini-série biographique, 24-25-26 janvier 2017)
- Madiba[4] (mini-série biographique, 1er-8-15 février 2017)
- The Quad (en)[5] (2017[6]–2018)
- Rebel[5] (2017)[7]
- Tales (en) (anthologie, depuis le 27 juin 2017)[8]
- In Contempt (en)[9] (2018)[10]
- Hit the Floor (2018, 2013–2016 sur VH1)
- American Soul (en)[11] (depuis le 5 février 2019)[12]
- Boomerang (en)[11] (2019[13]–2020)
- Games People Play (depuis le 23 avril 2019)[14]
- First Wives Club (en)[15] (comédie basée sur le film du même nom, depuis le 19 septembre 2019 sur BET+)[16]
- The Oval (depuis le 23 octobre 2019)[17]
- Sistas (depuis le 23 octobre 2019)[17]
- Twenties[18] (depuis le 4 mars 2020)
- Tyler Perry's House of Payne (en)[19] (depuis le 2 septembre 2020)[20] (2006–2012 sur TBS)
- Tyler Perry's Assisted Living (en)[19] (depuis le 2 septembre 2020)[20]

## International

### Canada
Au Canada, BET a été ajouté à la liste des services étrangers vers 1986 et est distribué chez la plupart des distributeurs par câble et satellite depuis octobre 1997. Lorsque BET diffuse une émission ou un film dont les droits canadiens n'ont pas été obtenus, une programmation alternative est présentée.
Paramount retire la version canadienne du marché le 1er janvier 2025.

### France
En France depuis fin juin 2012, une case BET Break est diffusée tous les jours avec The Heat et 106 & Park sur MTV.
En octobre 2015 est annoncé le lancement de BET France pour le 17 novembre 2015. Cette information a créé une polémique du fait de l'absence d'animateurs noirs sur une chaine historiquement communautaire.